# Rise of the Tyrant
Rise of the Tyrant es el séptimo álbum de estudio de la banda de death metal melódico, Arch Enemy. En este se reintegra como guitarrista Christopher Amott y aporta un ligero cambio en el sonido, mientras que por parte de la cantante Angela Gossow se nota una mejora de voz.
El álbum alcanzó la posición 84 en «The Billboard 200» el 13 de octubre de 2007.

## Lista de canciones
1. "Blood On Your Hands" – 4:41
2. "The Last Enemy" – 4:15
3. "I Will Live Again" – 3:32
4. "In This Shallow Grave" – 4:54
5. "Revolution Begins" – 4:11
6. "Rise Of The Tyrant" – 4:33
7. "The Day You Died" – 4:52
8. "Intermezzo Liberte" – 2:51
9. "Night Falls Fast" – 3:18
10. "The Great Darkness" – 4:46
11. "Vultures" – 6:35

La versión japonesa del álbum trae como bono el tema «The Oath» de Kiss (Music from The Elder, 1981)

## Créditos
- Angela Gossow − voz
- Michael Amott − guitarras
- Christopher Amott − guitarras
- Sharlee D'Angelo − bajo
- Daniel Erlandsson − batería

### Producción
- Arreglos por [Arreglos Adicionales] - Arch Enemy
- Arreglos de [Música] - Daniel Erlandsson , Michael Amott
- Arreglos por [Arreglos de Batería] - Daniel Erlandsson
- Arreglos por [Arreglos Vocales] - Angela Gossow
- Ilustraciones por [Arte y Diseño] - Cabin Fever Media
- Ilustraciones por [Concepto] - Cabin Fever Media , Michael Amott
- Ilustraciones por [Portada] - Niklas Sundin
- Coproductor - Daniel Erlandsson
- Ingeniero [Grabación] - Patrik J. Sten[1]
- Letras por - Angela Gossow (pistas: 1 a 3, 6, 7, 9 a 11) , Michael Amott (pistas: 4, 5, 7)
- Masterización por - Peter In de Betou
- Mezclado por - Fredrik Nordström
- Mezclado por [Audio en vivo] - Daniel Erlandsson
- Música por - Christopher Amott (pistas: 1 a 5, 11) , Daniel Erlandsson (pistas: 3, 4, 7)
- Otros [Filmado por] - Paul Smith
- Productor - Fredrik Nordström , Michael Amott

Grabado y mezclado en «Studio Fredman», Suecia, marzo-abril-mayo de 2007.

Masterización en Tailor Maid, Suecia.

Pista 7: Inspirada por la película de anime, «Grave of the Fireflies» (Tumba de las Luciérnagas) de Isao Takahata.